# Pedro Balcells
Pedro Balcells Prat (katalanisch Pere Balcells i Prat; * 8. Juli 1954 in Olot, Katalonien) ist ein ehemaliger spanischer Schwimmer, der drei Goldmedaillen, zwei Silbermedaillen und eine Bronzemedaille bei Mittelmeerspielen gewann.

## Karriere
Der 1,80 Meter große Pedro Balcells trat für CN Olot an. Er studierte an der Indiana University.
Bei den Europameisterschaften 1970 in Barcelona wurde Balcells Siebter über 100 Meter Brust. Die spanische 4-mal-100-Meter-Lagenstaffel mit Santiago Esteva, Pedro Balcells, Arturo Lang-Lenton und José Antonio Chicoy erreichte den fünften Platz. 1971 bei den Mittelmeerspielen in Izmir siegte Balcells über 200 Meter Brust und mit der Lagenstaffel. Über 100 Meter Brust erhielt er die Silbermedaille hinter dem Italiener Andrea Daneri. Bei den Olympischen Spielen 1972 in München trat Balcells auf beiden Rückenstrecken an, erreichte aber kein Finale. Die beste Platzierung war der 12. Rang für die Lagenstaffel mit Enrique Melo, Pedro Balcells, Arturo Lang-Lenton und Jorge Comas.
Ein Jahr später bei den Weltmeisterschaften 1973 in Belgrad verfehlte Balcells erneut dreimal das Finale, die beste Platzierung war der zehnte Platz der Lagenstaffel. Zwei Jahre später bei den Weltmeisterschaften 1975 in Cali erreichte die 4-mal-100-Meter-Lagenstaffel mit Santiago Esteva, Pedro Balcells, José Bonet und Jorge Comas den achten Platz. Rund einen Monat nach den Weltmeisterschaften in Cali begannen in Algier die Mittelmeerspiele 1975. Balcells siegte mit der Lagenstaffel. Über 100 Meter Brust wurde er Dritter und über 200 Meter Brust Zweiter, auf beiden Bruststrecken siegte der Italiener Georgio Lalle. 1976 schied Barcells zum Abschluss seiner Karriere bei den Olympischen Spielen in Montreal über 100 Meter Brust im Vorlauf aus. Die Lagenstaffel mit Santiago Esteva, Pedro Balcells, Mario Lloret und Jorge Comas verfehlte als Neunte der Vorläufe nur knapp den Finaleinzug.